# Sons of the Neon Night
Sons of the Neon Night es una película hongkonesa de suspenso y crimen escrita, producida y dirigida por Juno Mak y protagonizada por un reparto encabezado por Takeshi Kaneshiro, Sean Lau, Tony Leung Ka-fai, Louis Koo y Gao Yuanyuan. La producción de la película comenzó en junio de 2017 y finalizó en marzo de 2018. Su estreno estaba previsto para 2019.
La película se estrenará mundialmente en la sección Proyecciones de Medianoche del Festival Internacional de Cine de Cannes de 2025.

## Argumento
Una repentina explosión estalla en la nevada Causeway Bay, matando a un acaudalado hombre de negocios de Hong Kong y desatando un feroz conflicto entre los narcotraficantes y quienes se oponen a ellos. Una investigación revela que el caos formaba parte de una serie de acciones meticulosamente planeadas y desquiciadas, orquestadas por el heredero de un sindicato de narcotraficantes. Declarando la guerra con la misión de crear «un mundo sin drogas» y cambiar el legado de su familia, sus acciones sumen tanto al mundo de arriba como a los bajos fondos en la más absoluta confusión.

## Reparto
- Takeshi Kaneshiro como un heredero de una importante empresa financiera que espera borrar la oscura historia de su familia
- Sean Lau como un agente de policía con doble cara
- Tony Leung Ka-fai un psicólogo al servicio de la policía
- Louis Koo como Ching Man-sing (程文星), un asesino con un pasado complicado
- Gao Yuanyuan como un terapeuta jubilado
- Michelle Wai
- Wyman Wong
- Jiang Peiyao  como el Pequeño Yip (小葉), un asesino
- Rosa Maria Velasco
- Carl Ng
- Wilson Lam
- Ching Tung
- Tony Liu
- Clement Fung
- Lo Hoi-pang
- Jerald Chan
- Lowell Lo
- Kam Kwok-leung
- Paw Hee-ching
- Jason Choi
- Conan Lee
- Wang Shunde
- Philippe Joly como Enzo

## Producción
El proyecto se anunció por primera vez el 25 de marzo en el Hong Kong Filmart de 2015 como el segundo largometraje como director de Juno Mak tras la película de 2013, Rigor Mortis. Según Mak, el guion de la película tardó más de cinco años en desarrollarse.
En junio de 2017 se informó de que la película había comenzado su producción con un presupuesto de HK$150 millones y con un reparto confirmado de Takeshi Kaneshiro, Sean Lau, Louis Koo y Tony Leung Ka-fai.
El 25 de septiembre de 2017 tuvo lugar el rodaje de una escena de nieve en el exterior de Windsor House, a pesar de los 30 °C, en la que participó Lau.
El 28 de septiembre de 2017 la película celebró su primera rueda de prensa, a la que asistieron el director Mak y los miembros del reparto Sean Lau, Tony Leung Ka-fai, Gao Yuanyuan y Michelle Wai. Se presentó un reportaje de dos minutos sobre el rodaje, el póster de la película y varias fotos de los personajes. También se reveló que el equipo de rodaje construyó una réplica 1:1 de Causeway Bay en Huizhou para el rodaje de la apertura a gran escala de la película.
El 27 de marzo de 2018 se informó que la producción de la película ha concluido oficialmente después de ocho meses de rodaje, con la publicación de otro featurette de dos minutos detrás de escena.
El escultor Eudald de Juana, realizó siete esculturas de los protagonistas. Estas fueron expuestas en el Harbour City center de Hong Kong (exposición 26 de abril-2 de junio de 2025) durante la promoción de la película. 

## Estreno
El 21 de marzo de 2018 Juno Mak promocionó la película en el Hong Kong Filmart de 2018, donde reveló que el estreno está previsto para 2019. En 2020 se informó de que se espera que la película se estrene en 2021. En junio de 2024 la película aún no se había estrenado.